# 谢明 (企业家)
谢明（1955年—），美籍华人企业家、南加州大学畢業生，謝瀛洲之孫。

## 生平
其为Cogent Inc.的创办人。曾经一次性为南加州大学捐款3500万美元，创下南加州大学校友捐款记录。